# Пестушко, Константин Юрьевич
Константи́н Ю́рьевич Песту́шко (псевдоним: Кость Блакы́тный; Кость Степовы́й-Блакы́тный; 14 (26) февраля 1898, Анновка — 9 мая 1921, там же) — украинский военный деятель, командующий повстанческой Степной дивизией, главный атаман Холодного Яра.

## Биография
Константин Юрьевич Пестушко родился 14 (26) февраля 1898 года в Анновке, Верхнеднепровский уезд, Екатеринославская губерния, Российская империя в состоятельной украинской крестьянской семье. Дед Константина, Семён Павлович Пестушко, был зажиточным крестьянином, содержал земскую конно-почтовую станцию и имел достаточно много земли, часть из которой, 25 десятин (а затем и конно-почтовую станцию), передал отцу Константина, Юрию Семёновичу. Мать будущего атамана — Александра, была малограмотной, отец окончил четыре класса церковно-приходской школы. В семье, кроме Константина, было еще трое ребят (Иван, Федор, Николай) и трое девушек (Полина, Вера, Ульяна). Все они ещё до 1917 года закончили гимназию.
После учёбы в сельском начальном двухклассном "министерском" училище, где проявил незаурядные способности по математике, Константин Пестушко поступил в Александровское среднее 7-классное механико-техническое училище (ныне Запорожский национальный технический университет), полный курс которого закончил в 1916 году, но, из-за неудовлетворительной оценки по поведению в связи с хулиганским поступком в отношении преподавателя математики, не был аттестован и в августе 1916 года ушёл добровольцем-вольноопределяющимся на Первую мировую войну.

### Военная карьера
Рядовым сражался на Турецком фронте. Был ранен. За храбрость награждён двумя Георгиевскими крестами. После окончания школы прапорщиков в Гори, направлен на Западный фронт. Дослужился до чина подпоручика, командовал ротой. Летом 1917 года записался добровольцем в «ударный батальон смерти», где и застала его Октябрьская революция. В конце 1917 года, едва избежав расправы революционными солдатами-большевиками, вернулся на родину.
В 1918 году был мобилизован в армию Украинской Державы. Службу проходил в Белой Церкви, в Маньковском полку на офицерской должности. После антигетманского переворота, с декабря 1918, — в армии УНР.
В феврале-марте 1919 года большевистская Украинская советская армия, наступая с востока, нанесла армии УНР сокрушительное поражение: многие части и соединения армии УНР перешли на сторону противника или само-демобилизовались. Петлюровский офицер Пестушко, оставив службу, вернулся в родное село, которое в июне 1919 года, вскоре после подавления большевиками Григорьевского восстания, было захвачено войсками «белого» генерала Деникина.

### Повстанческий атаман

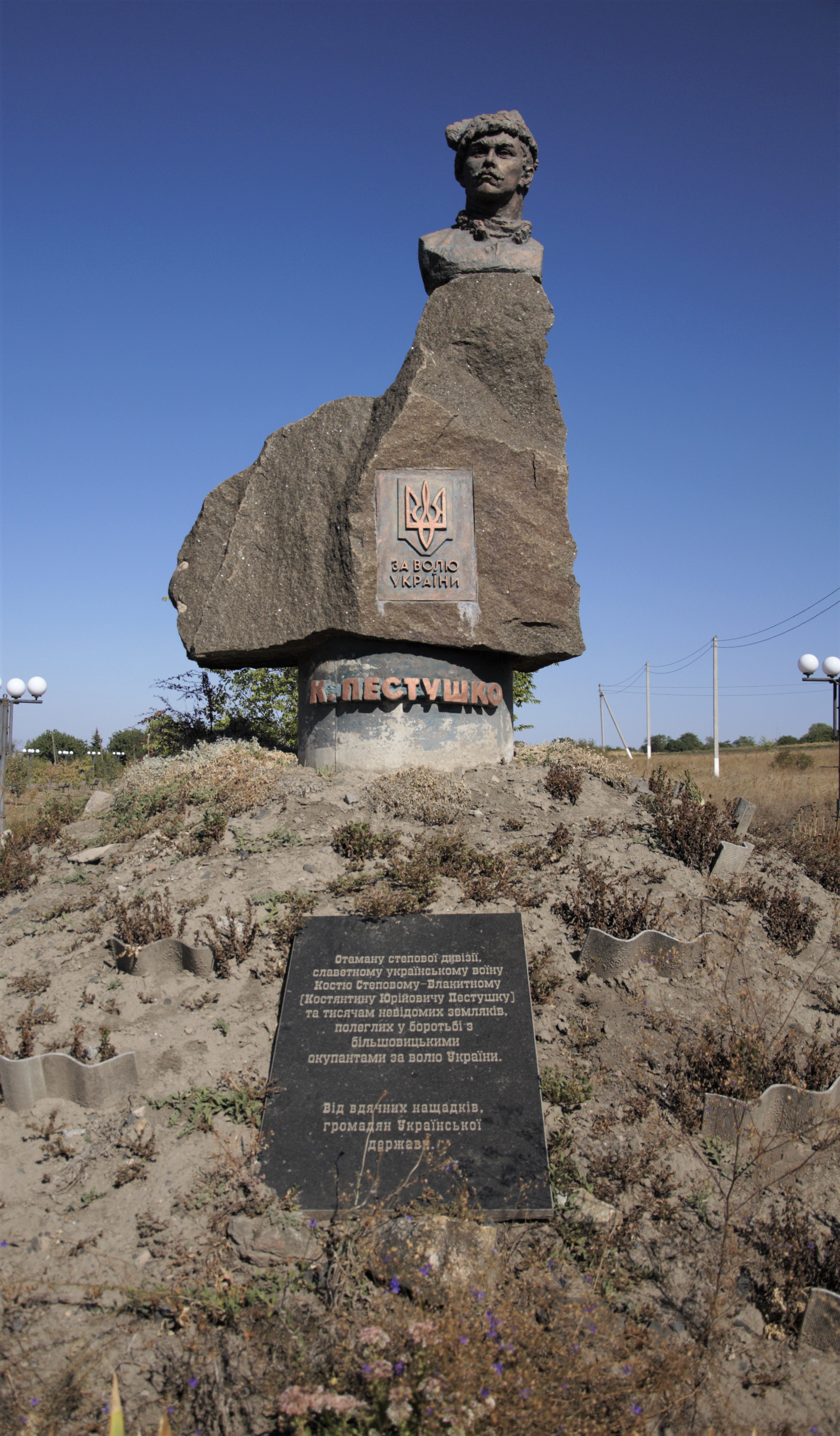
Памятный монумент Константину Пестушко в селе Анновка

Опасаясь мобилизации в Добровольческую армию, Константин Пестушко уезжает в Александровск к знакомым по училищу. Там, возглавив небольшой партизанский отряд, начинает боевые действия против белогвардейцев. Чтобы обезопасить свою семью, действует под псевдонимом «Степовый—Блакытный».
В октябре 1919 года, объединив несколько мелких партизанских отрядов атаманов Скирды и Келеберды общей численностью до 500 человек, налаживает связь с махновцами, получает от них оружие, формирует и возглавляет Среднеднепровскую группу войск (2500 штыков, 17 пулемётов) Повстанческой армии махновцев, которая подчинялась Нестору Махно.
Участник восстания махновцев против военной диктатуры генерала Деникина. Увеличив Среднеднепровскую группу войск до 3000 бойцов, переименовал её на Республиканское войско и дальше действовал самостоятельно.
После изгнания с Украины деникинцев, в январе 1920 года Пестушко возвратился в родное село Анновку и был избран там Председателем волостного военно-революционного комитета, созданного большевиками, восстановившими на Украине свою власть. На этой должности находился около трех месяцев — до 10 мая 1920 года.
10 мая 1920 года, в ходе проводимой большевиками мобилизации в Красную Армию, убедил мобилизованных крестьян Верхнеднепровского уезда объединиться в повстанческий отряд и выступить в Кривом Роге против «красных». 12 мая 1920 года, после семичасового боя, Кривой Рог был освобождён от большевиков.
Весной-осенью 1920 года Кость Блакытный — один из руководителей антибольшевистских восстаний на Украине.
Создал и возглавил повстанческую Степную дивизию, которая насчитывала от 12 до 18 тысяч бойцов и вела борьбу с большевистским режимом партизанскими методами под лозунгом (укр.) «За Самостійну Україну».
Действовал в Херсонской, Екатеринославской, Киевской губерниях, в частности — в Чигиринском уезде (в Холодном Яру). Командовал Первой Александрийской повстанческой армией. После того, как его повстанческие формирования объединилась с Холодноярскими вооруженными силами, 24 сентября 1920 года на конференции повстанцев в городке Медведевке был избран Главным атаманом Холодного Яра.
В октябре 1920 года, отправившись в Екатеринославскую губернию во главе Степной дивизии, сложил с себя полномочия Главного атамана Холодного Яра.
Повстанческое движение под руководством атамана Степового—Блакытного осенью 1920 года охватило всю Херсонскую губернию и часть Екатеринославской губернии.
Деятельность Екатеринославского повстанческого комитета, возглавляемого Пестушко, против большевиков была достаточно успешной. Для нейтрализации Костя Степового—Блакытного ЧК разработало спецоперацию.
29 апреля 1921 года ЧК арестовало более 50 человек, причастных к повстанческому штабу Пестушко, и среди них — связную с Петлюрой Веру Бабенко.
Погиб 9 мая 1921 года в Анновке в бою с подразделением криворожских чекистов.
Похоронен в родном селе.

## Память
- В Кривом Роге одна из улиц названа именем Костя Пестушко.
- 17-я отдельная танковая бригада ВСУ названа именем К. Ю. Пестушко.

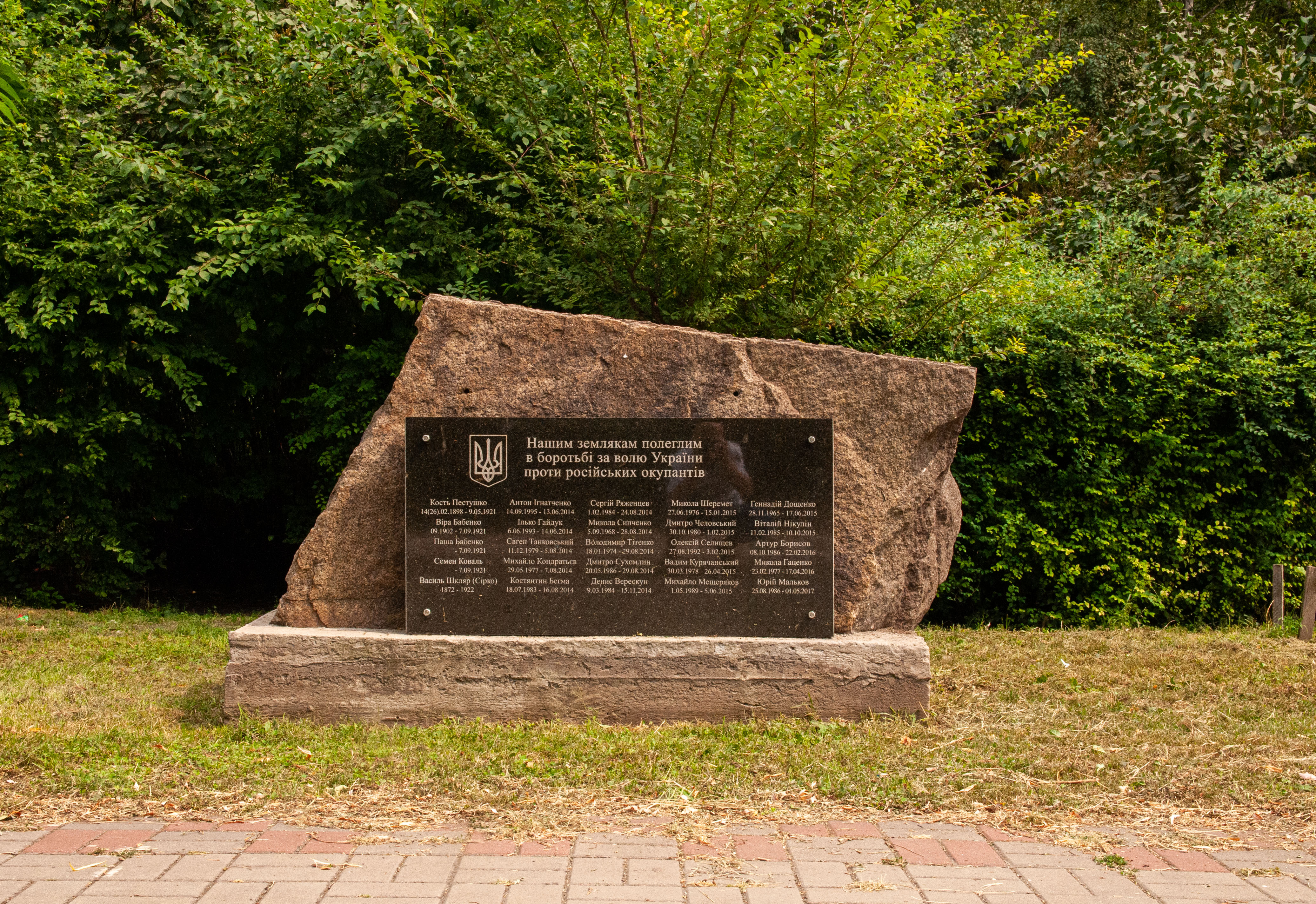
Мемориальная доска в парке "Пiвнiчний" (северный). Кривой Рог

- Мемориальная доска в парке "Пiвнiчний" (северный) . Кривой Рог